# جزيرة بنغكارو
جزيرة بنغكارو وهي جزيرة من جزر إندونيسيا، وتقع في المحيط الهندي غرب جزيرة سومطرة، في إقليم آتشيه.